# Бушковский, Александр Сергеевич
Алекса́ндр Серге́евич Бушко́вский — российский прозаик.

## Биография
Родился 9 ноября 1970 года в селе Спасская Губа Кондопожского района Карельской АССР.
Окончил Санкт-Петербургскую юридическую академию МВД РФ. Служил в СОБР, участник боевых действий в Чечне. Награждён государственными наградами, был тяжело контужен.
Вышел на пенсию в звании майора милиции в 2007 году и начал публиковаться в литературных журналах «Север», «Октябрь», «Дружба народов», «Вопросы литературы» и др.
Живёт в Петрозаводске, работает печником.

## Книги
- Страшные русские: рассказы. — Петрозаводск: Северное сияние, 2010.
- Радуйся!: повесть и рассказы. — Петрозаводск: Версо, 2013.
- Праздник лишних орлов: повести и рассказы. Предисловие Валерии Пустовой. — М.: РИПОЛ-классик, 2017.
- Рымба: роман. - М.: АСТ, 2019
- Ясновидец Пятаков: роман. - М.: АСТ, 2022.

## Публикации
- Бушковский, А. Карась : [рассказ] / Александр Бушковский // Новая Кондопога, 2007. 20 июня (No 24).
- Бушковский, А. Дорога в ад : [рассказ] / А. Бушковский // Новая Кондопога, 2007. 15 авг. (No 32).
- Бушковский, А. Спецназ-блюз ; Странники в ночи ; Юрчик ; Дать слабину : [рассказы] / Александр Бушковский // Север. 2007. No 5/6.
- Бушковский, А. Дикие гуси ; Страшные русские : рассказы / Александр Бушковский // Дон. 2007. No 12.
- Бушковский, А. Солдатики : [рассказ] / Александр Бушковский // Север. 2009. Nо 9/10.
- Бушковский, А. Изучая патологии : нелепицы и странности в рассказах о войне : [о современной прозе о войне на примере романа писателя Захара Прилепина «Патологии»] / Александр Бушковский // Вопросы литературы.2011. No 2.
- Бушковский, А. Радуйся! : рассказ / Александр Бушковский // Октябрь. 2011. No 9.
- Buškovski, A. Ne kamalat venäläiset : [kertomukset] / Aleksandr Buškovski; suom. Johannes Hidman // Carelia. 2012. No 7.
- Бушковский, А. Праздник лишних орлов : повесть / Александр Бушковский // Дружба народов. 2013. No 10.
- Бушковский, А. С. Как сплести канатик : рассказ / Александр Бушковский // Дружба народов. 2014. No 7.
- Бушковский, А. Индейские сказки / А. Бушковский // Октябрь. 2015. No 8.
- Бушковский, А. Два рассказа / Александр Бушковский // Октябрь. 2016. Nо 7.
- Бушковский, А. Сойтись ли вместе Северу и Югу?.. / Александр Бушковский // Октябрь. 2017. № 6. Россия — множественное число. Литературное собрание.

## Награды
- Медаль ордена «За заслуги перед Отечеством» II степени.
- Медаль «За отвагу».

## Премии
- Лауреат премии журнала «Вопросы литературы» (2011) за острокритическую статью о романе Захара Прилепина «Патологии» — «Изучая патологии: нелепицы и странности в рассказах о войне»[2].
- Повесть «Индейские сказки» вошла в длинный список премии «Ясная Поляна» (2016)[3].
- Книга «Праздник лишних орлов» вошла в длинный список премии «Национальный бестселлер» (2018)[4] и короткий список премии «Ясная Поляна» (2018).